# De drei schwatten Prinzessinnen

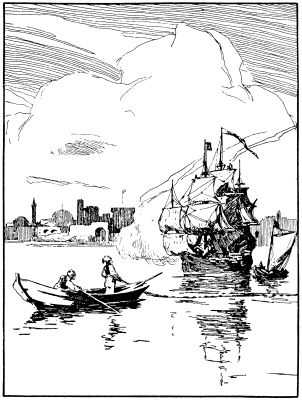
Illustration von Otto Ubbelohde, 1909

De drei schwatten Prinzessinnen (Die drei schwarzen Prinzessinnen) ist ein Märchen (vgl. ATU 400). Es steht in den Kinder- und Hausmärchen der Brüder Grimm an Stelle 137 (KHM 137) auf Niederdeutsch. Dort schrieb sich der Titel De drei schwatten Princessinnen.

## Inhalt
Eine Stadt wird belagert und soll 600 Taler zahlen. Wer sie aufbringt, soll deshalb Bürgermeister werden. So wird es ein armer Fischer, weil der Feind ihm den Sohn raubt und ihm dafür 600 Taler gibt. Wer ihn nicht „Herr Bürgermeister“ nennt, soll hängen. Der Sohn entkommt und findet im Wald in einem Berg ein verwunschenes schwarzes Schloss mit drei schwarz gekleideten Prinzessinnen, die er erlösen kann, wenn er sie ein Jahr nicht ansieht noch anredet, sondern nur sagt, was er will. Als er zu seinem Vater will, bekommt er Geld, Kleider und acht Tage Zeit. In der Stadt sucht er seinen Vater, den er „Fischer“ anredet. Am Galgen erbittet er sich, nochmal zur Fischerhütte zu dürfen, er zieht die alte Kleidung an, gibt sich zu erkennen und wird aufgenommen. Er erzählt von dem Schloss. Auf Rat der Mutter tropft er den Prinzessinnen geweihtes Wachs ins Gesicht. Davon werden sie halbweiß, aber verfluchen ihn, da sie jetzt unerlösbar sind. Er springt aus dem Fenster, bricht sich ein Bein, das Schloss verschwindet.

## Herkunft
Der Text steht in Grimms Märchen ab dem zweiten Teil der 1. Auflage (da Nr. 51) an Stelle 137. Ihre Anmerkung notiert „Aus dem Münsterland“ (von Jenny von Droste zu Hülshoff). Sie vermuten sinngemäß, eine noch laufende Heilung dürfe eben nicht gestört werden, und verweisen auf ihre Anmerkung zu KHM 144 Das Eselein und zu KHM 3 Marienkind. Hans-Jörg Uther sieht eine missglückte Erlösung wie in KHM 92 Der König vom goldenen Berg, Grimms Deutsche Sagen Nr. 93, 223, 224, 560. Anders als in KHM 121 Der Königssohn, der sich vor nichts fürchtet misslinge sie, weil es sich nicht um tugendhafte Menschen handelt: Der Vater scheidet als Vertrauensperson aus, die Mutter gibt zwar die Kerzen, aber bemerkt schon, „dat mög wull nig guet sien“, was der Held verinnerlicht: „do gruelte em so“. Vgl. Wolfs Die dreizehn verwünschten Prinzessinnen. Das Bild des verzauberten Schlosses mit gefangenen bzw. verfluchten Edelfrauen oder Prinzessinnen taucht auch in mehreren mittelalterlichen Epen auf (vgl. Wolfram von Eschenbachs Parzival) und wird häufig dem keltischen Sagenkreis zugeordnet. Es könnte auf eine keltische Vorstellung der Jenseitswelt hinweisen.

## Vergleiche
- verwünschtes Schloss: KHM 62 Die Bienenkönigin, KHM 121 Der Königssohn, der sich vor nichts fürchtet, KHM 92 Der König vom goldenen Berg, KHM 197 Die Kristallkugel
- Rat der Mutter: KHM 193 Der Trommler, KHM 186 Die wahre Braut, KHM 113 De beiden Künigeskinner
- Fluch des Kerzenwachses: Amor und Psyche

Siehe auch die symbolische Bedeutung der Zahl Drei in den Märchen.